# هیروشی یاماموتو (ورزشکار)
هیروشی یاماموتو (انگلیسی: Hiroshi Yamamoto؛ زادهٔ ۳۱ اکتبر ۱۹۶۲) کماندار اهل ژاپن است.